# オリジナル・ダンジョンズ&ドラゴンズ
Dungeons & Dragons: Rules for Fantastic Medieval Wargames Campaigns Playable with Paper and Pencil and Miniature Figures (『ダンジョンズ&ドラゴンズ: 紙とペンとミニチュア・フィギュアでプレイ可能なファンタスティック・中世・ウォーゲーム・キャンペーン』)は1974年にTSR社(当時の呼称はTactical Studies Rules)より発売された、世界で初めて出版されたロールプレイングゲームのルールである。現在ではこのバージョンのD&DはOriginal Dungeons & Dragonsと呼ばれており、OD&Dと略される。これは文字通り最初のバージョンであるという意味とアドバンスト・ダンジョンズ&ドラゴンズ 第1版(First Edition)に先立つ"0(ゼロ) Edition"であるという意味合いとがある。
ゲームデザインはゲイリー・ガイギャックスとデイヴ・アーネソンが中心になって行われた。プレイテスターはTSR共同創業者のドン・ケイの他、ガイギャックス実子のアーニーおよびエリス、ロバート・J・クンツ、ジム・ワード、ブライアン・ブルームら。

## 開発の経緯
従来、『ダンジョンズ&ドラゴンズ』は『チェインメイル』というミニチュアゲーム(1971年)を遊ぶ中で進化して生まれたという説明がなされて来たが、2000年代以降の研究書等(下記#参考文献を参照)で明らかにされた実態は相当に異なり、ウィスコンシン州・レイク・ジェニーバのガイギャックスらとミネソタ州・ミネアポリスおよびセントポールの「3人のデイヴ」らが結果的に合同した経緯は複雑である。
レイクジェニーヴァ・サークル
上述のように『ダンジョンズ&ドラゴンズ』の原型のひとつとなったのは、ジェフ・ペレンとガイギャックスが以前に作っていた『チェインメイル』というミニチュアゲームである。これはペレンがSiege of Bodenburg (1967年)というゲームを改変したことから生まれた中世の戦闘を再現するルールであった。従来のミニチュアゲームでは1つのミニチュアは1つの部隊を表すのが前提であったが、この『チェインメイル』には一個人対一個人の戦闘を処理するルール("Man-to-Man Combat")が含まれていた。また、同ルールの第2版以降巻末に付されたファンタジー追加ルール("Fantasy Supplement")では、ヒーロー、スーパーヒーローというユニットも存在した。ガイギャックス自身はSFやファンタジー小説の愛好家でもあったがペレンはこの変更を嫌った。
ミネソタ・サークル
1960年代の末、ミネソタ大学を中心とするウォーゲーム研究会(Midwest Military Simulation Association、MMSA)に所属していたデイヴ・ウィーズリーは図書館で商業化以前の古いウォーゲーム/兵棋ルール、Strategos: The American Art of War (1880年)を読むうち、スポーツの審判のように「煩雑な処理が発生したときに判断を下す役割」をゲームに投入するというアイデアを得、1967年より自身で『ブラウンシュタイン』(Braunstein)というゲーム(未出版)を催し、このコンセプトを形にしようとした。これが後のロールプレイングゲームの「ゲームマスター」という概念に発達することになる。これはナポレオン時代の近世ドイツに存在するとした同名の架空都市を舞台とし、複数名いるプレイヤーのうち何名かには戦闘指揮官以外の役割(武器商人やレジスタンス学生等)を割り振り、プレイヤー間の交渉要素を取り入れた上でそれぞれ異なる目的達成をシミュレーションするというものであった。しかし、プレイヤー達は余りに予測不能な行動ばかりをとるので、ウィーズリーの意に反してゲームは即興劇の様相を呈してしまう。このため、ウィーズリーはすべてを明確なルールのもと判定するのは不可能と判断し、このゲーム・セッションを失敗だと考えたが、プレイヤー達は大いに楽しみ、次回はいつかと尋ねて来た。
同様にMMSAに所属し『ブラウンシュタイン』に参加していたデイヴ・アーネソンは、この舞台を完全なファンタジー世界に設定し、たとえば、戦場にある城砦の地下牢＝ダンジョンを探索することなどを行わせると面白いのではないかと思い、そこで行われる戦闘を 『チェインメイル』の一対一戦闘ルールで処理しようとした。また、プレイヤーのユニットをゲーム内の使命達成等により上述のヒーロー、スーパーヒーローというユニットに成長させられるルールを搭載した。また、架空世界内でプレイヤーの嗜好によって様々登場するユニット＝キャラクターにヴァンパイア伯爵やヴァンパイア・ハンター、そこから派生した僧侶、またドルイド、モンクなど個性を持たせることができた。アーネソンはIronclad (1973年)という海戦ゲームから初期の「ヒットポイント」と「アーマークラス」の概念も導入し、ナポレオン時代の物価に詳しかった事から購入出来るアイテムの一覧を作成した。
アーネソンはこのオリジナルゲームの舞台として「ブラックムーア城」を創造した。最初は城とその周囲しか設定されていなかったが、仲間内でのプレイの結果を反映させることで世界は拡張されていった。
ガイギャックスとアーネソンの「共作」
上述のレイクジェニーヴァ・サークルとミネソタ・サークルは、会報のやりとりの他、ガイギャックスが主催していた初期のGen Conの場で年数回程度会合するなど交流を持っていた。またガイギャックス、アーネソンとマイク・カーの三者はDon't Give Up the Ship! (1972年)という海戦ゲームを共作した事があった。ミネソタ側のデイヴ・メガーリーはアーネソンのセッションから着想を得たDungeon!というボードゲーム(後の1975年に発売、以後数度改版)を製作し、商業出版の道を探る為にガイギャックスに紹介した。この際これを「『チェインメイル』のヴァリアント」を元に出来たゲームであると説明した為、ガイギャックスは作者としてそのヴァリアントも遊んでみたいと申し出た。そこでアーネソンが自身の架空世界にある「ブラックムーア城」の地下牢を探索する即席のセッションを行い、この全く新しいゲームに手応えを感じたガイギャックスはこれを商業出版するべきだと考えた。
ガイギャックスはこのゲームのルールをアーネソンに問い合わせるが、『ブラウンシュタイン』以来のこれらゲームのルールはその都度でっち上げたり他のゲームから借用したようなものでしかなく、15ページ程度のメモ書きしかなかったため、文通や長距離電話を通じた共作が始まる。これ以後の段階での執筆は全てガイギャックスに委ねられた。また上述の『チェインメイル』、Don't Give Up the Ship!を始めとして、ガイギャックスはゲームの製作過程で自身の意による強引な改変を行う事で悪名高かった。アーネソンはこの過程での自分のインプットは限られたものとなって行ったと後に認めている。
"The Fantasy Game"と仮題した50ページの第一稿ルールを完成させたガイギャックスはこれをレイク・ジェニーヴァ、ミネソタ共に小規模に配布して意見を求めた。また自身の子供達や友人、近所の子供を相手にプレイテストを繰り返し、また自身のキャンペーン世界「グレイホーク」の構築を行って行く。その後の第二稿は150ページとなり、Dungeons & Dragonsと改題して『チェインメイル』の出版元であり知己のあるGuidon Gamesに出版を持ちかけたが、良い返事が得られず、また当時最大手のゲーム会社アバロンヒルからも軽くあしらわれた為、ドン・ケイと共に1973年にTactical Studies Rules社を設立し、翌1974年の1月に出版に漕ぎ着けた。ガイギャックス、アーネソン共に印税の取り分は10％ずつと取り決められ、初回の部数は1,000部であった。

## ルール面の特徴
キャラクター
- 基本ルールブックである Volume 1: Men & Magic で扱われているキャラクタークラスは以下の三つ。
  - ファイティング・マン (Fighting-man）- 現在のD&Dでのファイターのクラスに当たる。
  - マジック・ユーザー (Magic-user) - 魔法使い
  - クレリック (Cleric) - 僧侶
- 基本ルールブックである Volume 1: Men & Magic で扱われている種族は以下の四つ。
  - 人間(Human)
  - ドワーフ (Dwarf)
  - エルフ (Elf)
  - ホビット (Hobbit) - 当初J・R・R・トールキンの著作から借用したが、Tolkien Enterprisesからの抗議により後期の版ではハーフリング(Halfling)と改められた。
- アラインメントは三つ。但し当時の呼び名はロー(Law)、ニュートラリティ(Neutrality)、カオス(Chaos)。

判定・戦闘
- 使用するダイスの表記法等RPGルールの作法一切が確立されておらず、現代の基準からは非常に読みにくいルールである[注 4]。
- 戦闘ルールに関しては「『チェインメイル』の一対一ルールを参照せよ、但しオルタナティブ(代案)として以下のルールを使用しても良い」とあり、この代案戦闘ルールが後のD&Dで発展していく事となる。
- Volume 2: Monsters & Treasureはモンスターのデータとそれらを倒すことで得られる宝物の一覧がほぼ全てを占める。初期の版にはトールキンの「エント」「バルログ」等も掲載されていたが、後にホビットと同様に削除された[14]。

キャンペーン
- Volume 3: Underworld & Wilderness Adventuresでは方眼紙を用いたダンジョンの製作と運営が述べられ、ダンジョンの外のキャンペーン世界の構築についてはアバロンヒル社製のボードゲーム、Outdoor Survivalの盤面の縮尺を読み替えて流用する事が推奨されている[15]。また、後半部分では成長したキャラクターらによる城塞の建築や海戦のルールも掲載されているが、これらは今日顧みられる事は少ない。

## ラインナップ

### 基本セット
ボックス型のコンポーネント（装丁）の製品で、3刷までの箱の色は木目色("Woodgrain box”と呼ばれる)。
4刷以降のものは箱の色は白色となった。ボックスおよびVolume 1の表紙イラストが変更されたが、これは乗馬し剣を掲げている人物のイラストが既存のコミックからの絵柄のトレースだったため。こうした絵は他にもあったが、修正されたものとされなかったものとがある。
更に後には"The Collector's Edition"と書かれたものも出荷された。これは既にD&Dの後の版が出た後に刷られたものであるという意味となり、日本にも輸入され「白箱」の名で知られている。
全ての版に三冊のブックレットとリファレンス・シートが封入されていた。
- Volume 1: Men & Magic
- Volume 2: Monsters & Treasure
- Volume 3: Underworld & Wilderness Adventures

### サプリメント
Supplement I: Greyhawk
新しい戦闘ルール、追加クラス（パラディン、シーフ）、追加モンスター、財宝、呪文など。
Supplement II: Blackmoor
部位攻撃ルール、追加クラス（モンク、アサシン）、またアーネソン作の世界初の既成RPGシナリオ"Temple of the Frog"が含まれていた。
Supplement III: Eldritch Wizardry
デーモンとサイオニクス（超能力）に関するルール、追加クラス（ドルイド）、追加マジックアイテム、アーティファクトなど。
Supplement IV: Gods, Demi-gods & Heroes
現実の神話や伝説、著名なフィクションの創作神話に登場する、神々や英雄、怪物のデータ集。
Supplement V: Swords & Spells
D&Dの世界観でミニチュアゲーム 『チェインメイル』のルールシステムを再現する、ミニチュア用の追加ルール。

### 再発売ボックスセット
2013年、ウィザーズ・オブ・ザ・コースト社はPremium Original Dungeons & Dragons Fantasy Roleplaying Gameと題して、基本セットからSupplement IVまでの冊子とダイスなどが入ったボックスセットを発売した。表紙イラストは新規書下ろしに差し替えられたが、テキストはオリジナル最終版までに行われた変更が全て反映されたものとなっており、また、著作権への配慮から特にSupplement IVは英雄コナンやエルリック・サーガのキャラクターをデータ化した部分が大幅に削除されたものとなっている。